# Ungurmuiža

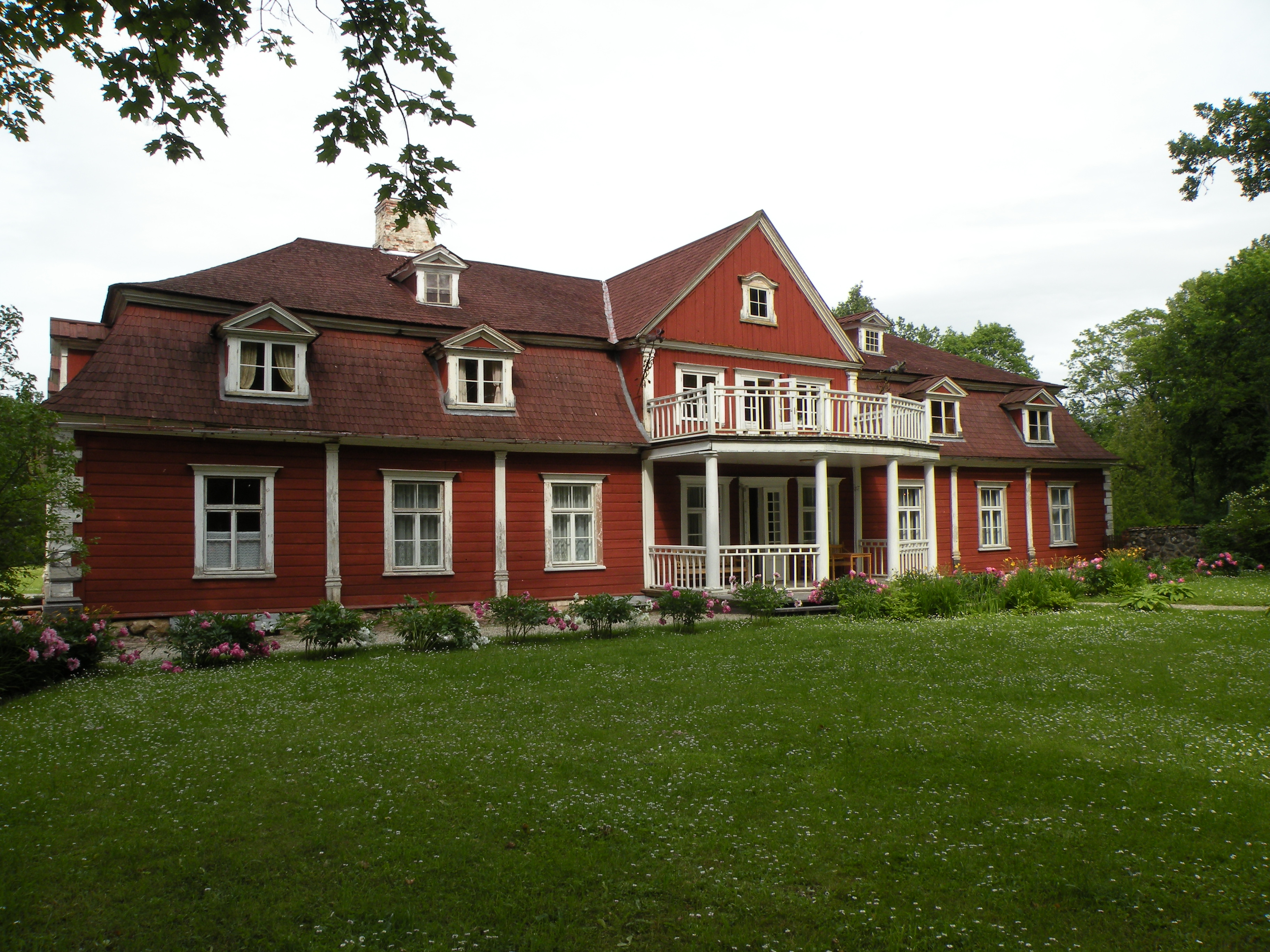
Das Herrenhaus Ungurmuiža 2010

Das Gut Ungurmuiža, auch bekannt als Gut Orellen, befindet sich im Nationalpark Gauja im Bezirk Cēsis, Gemeinde Raiskums in Lettland. 1732 begann der russische Generalmajor Balthasar Campenhausen mit dem Bau des Herrenhauses im Barockstil, das nach und nach um verschiedene Gutsgebäude ergänzt wurde. Heute existiert im Herrenhaus ein Museum, auch weitere Nebengebäude werden touristisch genutzt.

## Geschichte

### 14. bis Anfang 18. Jahrhundert

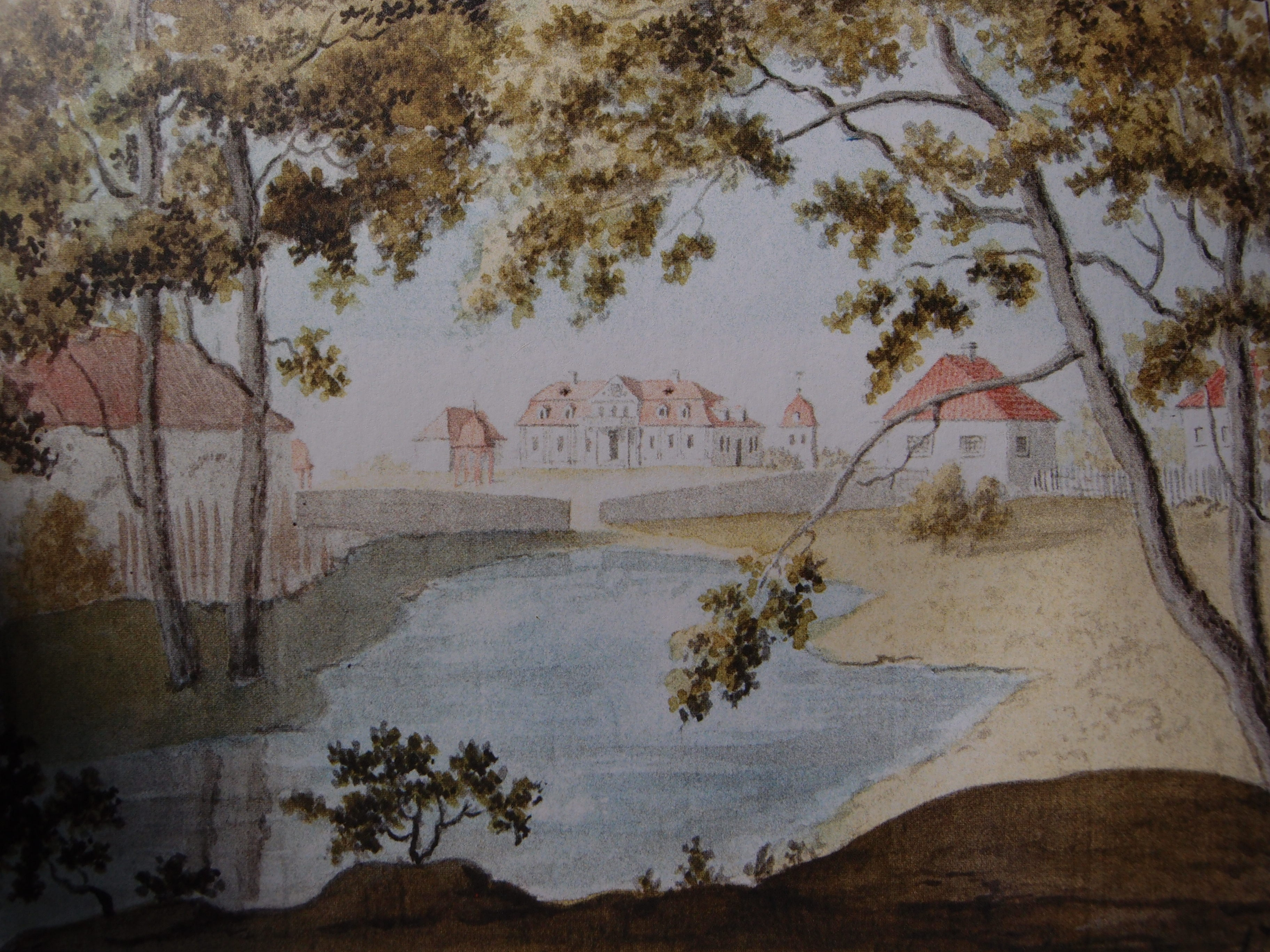
Ansicht des Guts Ungurmuiža 1794

Eine erste Erwähnung findet das Gebiet 1399 in Dokumenten des Erzbischofs Johannes von Wallenrode, zu dessen Besitz es gehörte. Hier ist davon die Rede, dass 19 Siedlungen von Urele Eigentum des Schlosses Rozula (Dt.: Rosen) sind. Urele bezeichnete damals das Burgareal des ersten Gutsbesitzers.
1451 wird das Land einschließlich des Gutes an Kersten von Rosen verkauft. Zwölf Jahre später, 1463, erwirbt es Unguri Barthold Rostherwe von ihm für 600 Mark. Seine Tochter war eine verheiratete Ungern und brachte den Hof als Erbe in die Ehe ein. Dadurch bekam das Gut den heute noch gebräuchlichen Namen Ungurmuiža (Dt.: Schloss Ungern).
1683 besaß der Oberst Heinrich von Wolffenschild das Gut, danach ging es noch durch verschiedene Hände.
Bis zum Beginn des 18. Jahrhunderts waren die Gebäude des Landguts um einen eckigen Hof gebaut.

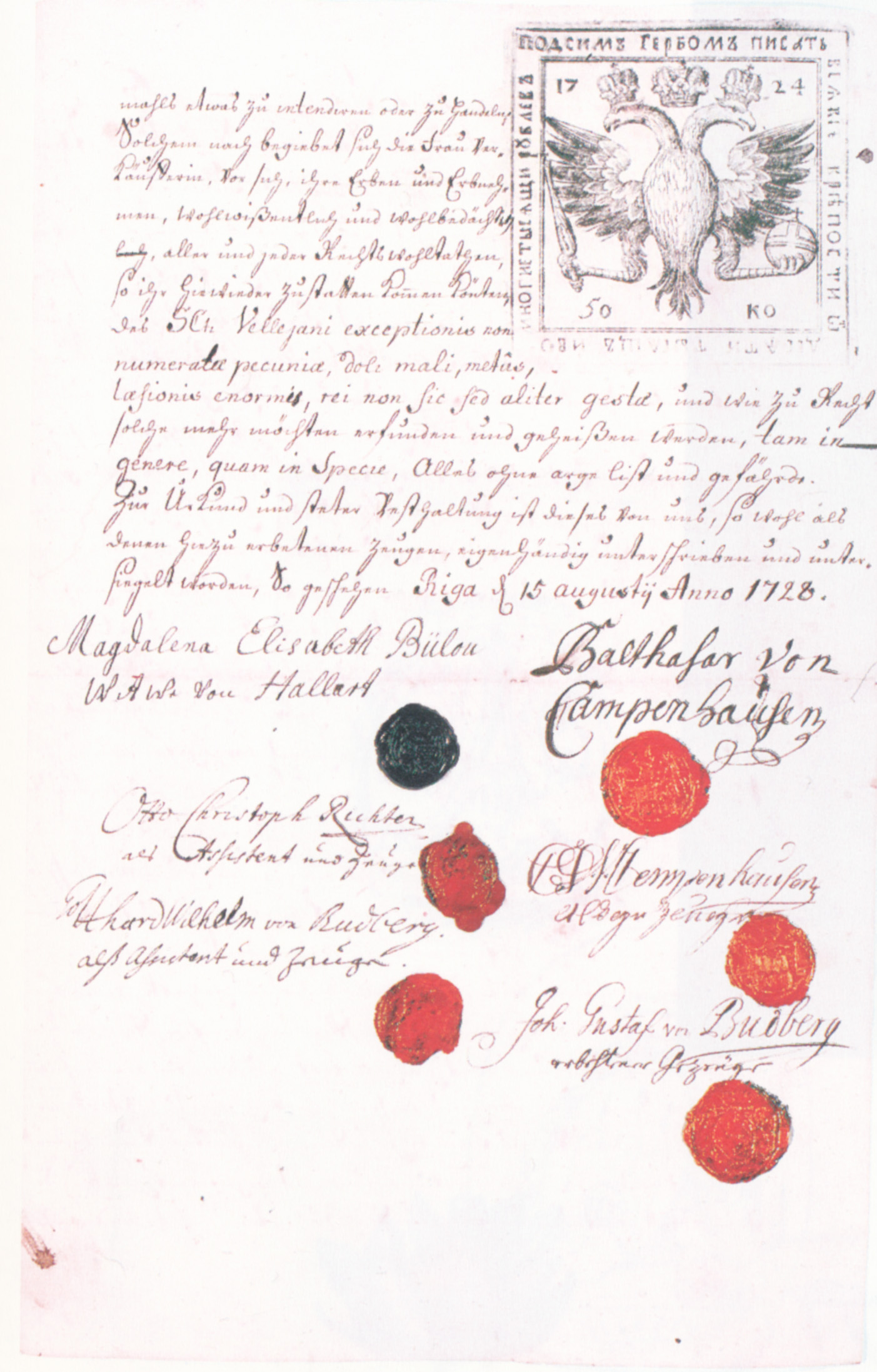
Kaufbrief des B. Campenhausen über die Güter Orellen und Kudum, 1728

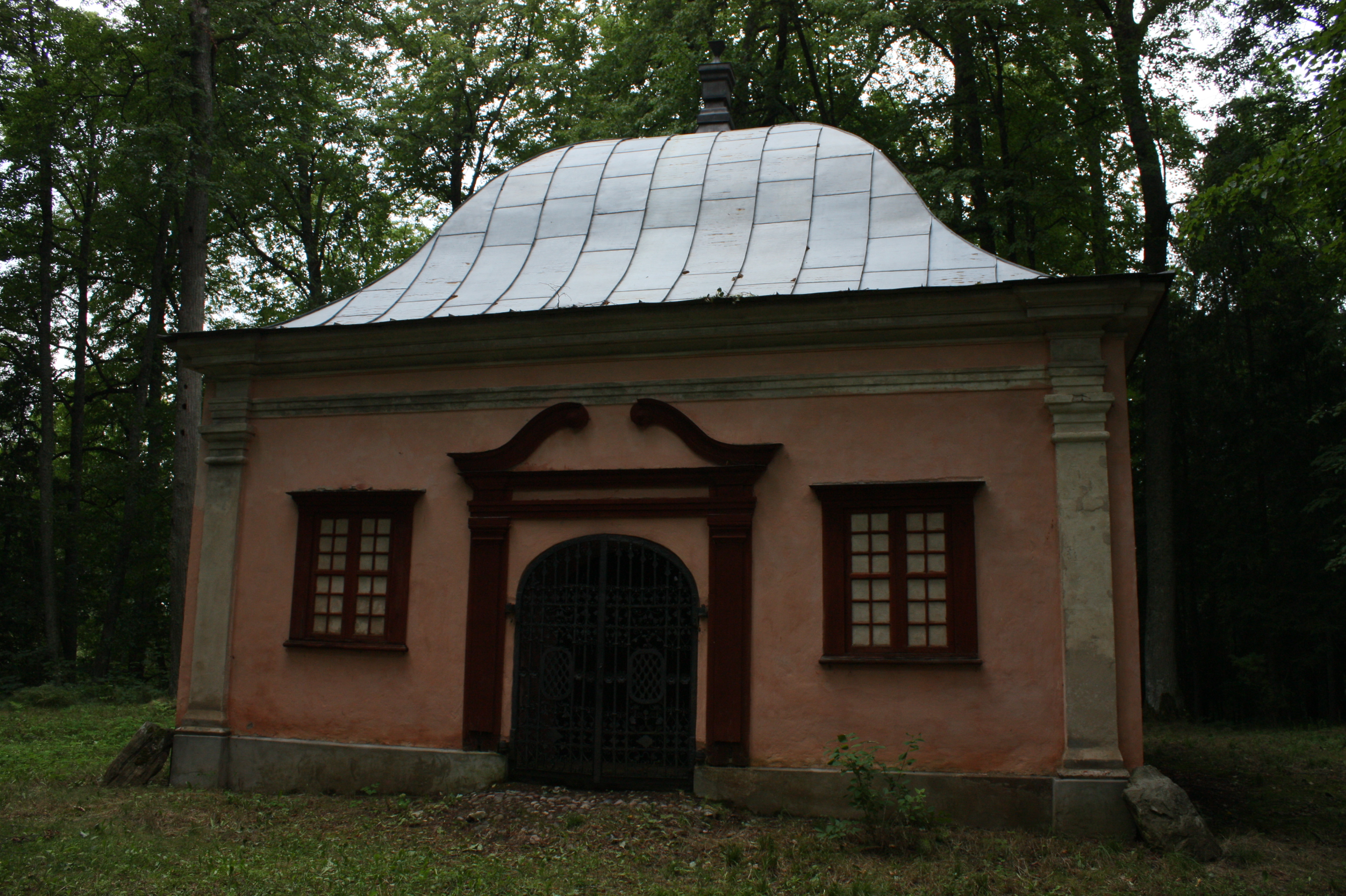
Familienkapelle auf Orellen

### Im Besitz der Familie Campenhausen 1728–1939
Am 15. August 1728 kaufte Balthasar Campenhausen (1744 mit Genehmigung des Zaren in den schwedischen Freiherrenstand aufgenommen) das Anwesen von General Ludwig Nicolas von Hallard für 7.700 Taler und ließ bis 1732 das heute noch bestehende Herrenhaus errichten. Da es kurz nach dem Großen Nordischen Krieg verboten war, Gebäude außerhalb von Sankt Petersburg aus Stein zu errichten griff Campenhausen für den Barockbau auf Holz zurück.
Bereits 1736 war Nikolaus Ludwig von Zinzendorf Gast auf dem Gut Orellen.
Mit den Jahren ergänzte die Familie Campenhausen das Anwesen unter anderem um eine Kornkammer (1738), einen Viehstall (1750, 1880 abgebrannt), ein Teehaus im chinoisen Stil, einen Landschaftspark und eine Familienbegräbnisstätte. In der zweiten Hälfte des 19. Jahrhunderts wurden die Wirtschaftsgebäude außerhalb des Hofes versetzt. Rund um einen Teich wurden dort ein neuer Stall, ein Viehstall, ein Knechthaus und andere Wirtschaftshäuser errichtet. Die alten Wirtschaftsgebäude wurden abgetragen.

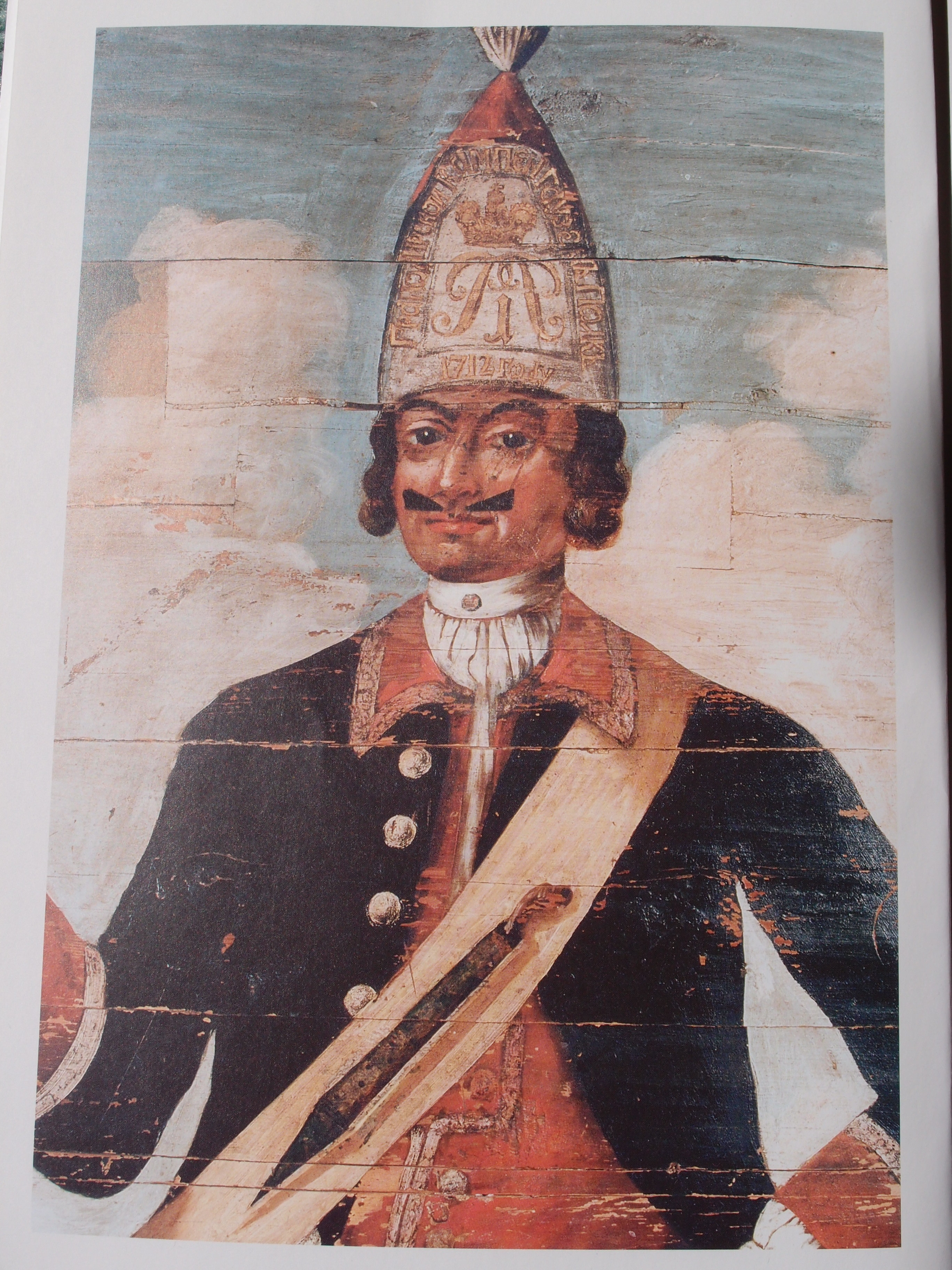
Wandmalerei (russischer) Grenadier

Ein bedeutendes Detail aus dieser Zeit sind die Wandmalereien, welche vom Malermeister Georg Dietrich Hinsch aus Limbaži stammen. Sie zeigen unter anderem Schafe mit ihren Hirten sowie Bäume. Im in den fünfziger Jahren des 18. Jahrhunderts ausbautem Obergeschoss halten zwei Grenadiere mit Gesichtszügen von Peter dem Großen links und rechts des Schlafgemachs Wache. Darin zeigt sich die Dankbarkeit von Campenhausens dafür, dass er 1709 in der Schlacht bei Poltawa dank zweier Grenadiere überlebt hatte.
Letzte große Umbauarbeiten der Familie Campenhausen fanden um das Jahr 1910 statt. Hierbei wurden Räume umgewidmet (zum Beispiel wurde aus dem Speisezimmer das Familienzimmer) und das Raumgefüge teilweise verändert. Der Erhaltungszustand des Hauses war zu diesem Zeitpunkt sehr gut. In der Zeit des Ersten Weltkrieges kümmerten sich die Verwalter Otto von Strandmann und nach ihm Herbert von Blanckenhagen um das Gut. Blanckenhagen wurde im Sommer 1917 von örtlichen Bolschewiken des Hauses verwiesen. Der Knecht Reakst wurde Direktor der Gutsverwaltung und das Gut als Militärlager genutzt. Es kam zu starken Beschädigungen des Hauses sowie zu Plünderungen, auch durch Bewohner aus der Umgebung.
Im Frühling 1930 plante die Familie Campenhausen die Einrichtung eines Kinderferienheims auf ihrem Gut. Die Hoffnung auf den finanziellen Zuverdienst zerschlugen sich aber an fehlenden Genehmigungen, da sich trotz mehrerer Bohrungen kein einwandfreies Trinkwasser finden ließ.

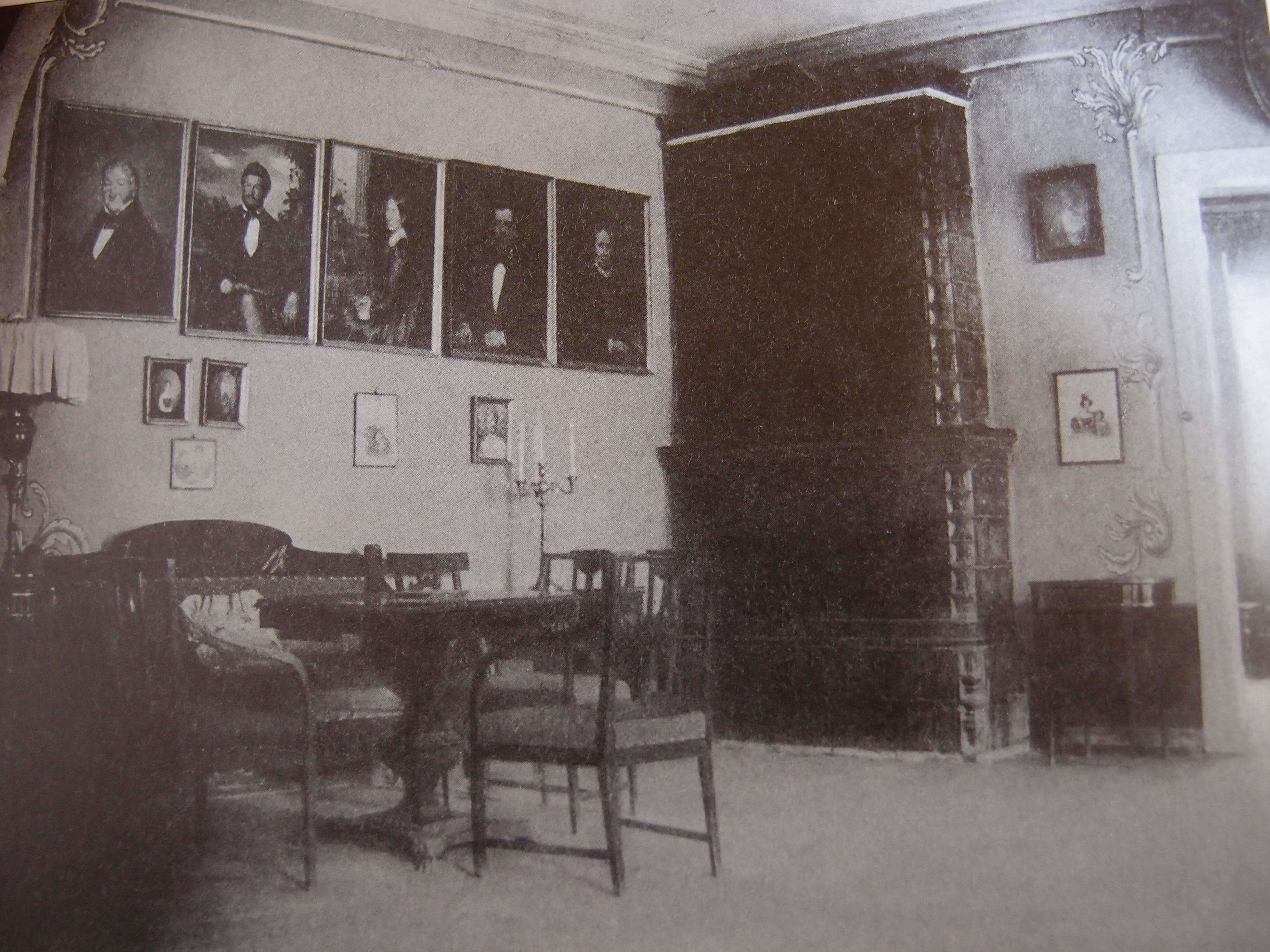
Salon im Herrenhaus von Ungurmuiža, Anfang 20. Jahrhundert

Im Rahmen der lettischen Agrarreform verlor auch die Familie Campenhausen 1920 Eigentum an Grund und Boden. Nach Abschluss des Hitler-Stalin-Paktes im Jahre 1939 wurden die Campenhausen mit den letzten verbliebenen Deutschen in den Reichsgau Wartheland (frühere preußische Provinz Posen) ausgesiedelt. Von dort aus flohen sie bei Kriegsende im Januar 1945 in den Westen.

### Von 1939 bis zur Gegenwart
Im Laufe des Zweiten Weltkriegs kam es durch Soldaten zu großen Beschädigungen an Haus und Einrichtung. Einen Teil des Inventars konnte die Familie von Campenhausen retten, indem sie es bei ihrem Auszug 1939 mitnahm. Die Planken der Wände mit den Wandmalereien wurden teilweise entfernt und als Bauholz genutzt, teilweise überstrichen. 1952/53 wurde im Herrenhaus eine Schule eingerichtet. Noch erhaltene Wandmalereien wurden mit Plexiglasplatten von weiterer Zerstörung geschützt.
In den siebziger Jahren des zwanzigsten Jahrhunderts begannen die Kunsthistoriker Ieva und Imants Lancmanis mit der Restaurierung von Ungurmuiža.
Im Jahr 2000 stifteten die schwedische und die lettische Regierung insgesamt 250.000 Lats (circa 360.000 Euro) zur weiteren Wiederherstellung, welche immer noch andauert.
Eigentümer von Ungurmuiža ist heute die Gemeinde Raiskums, bewirtschaftet wird das Museum vom Verein Ungurmuiža.
Vertreter der Familie Campenhausen besuchen ihren ehemaligen Familiensitz regelmäßig, Besitzansprüche werden nicht mehr erhoben.